# Acquedotto Lorenese
L'acquedotto Lorenese è uno storico acquedotto che attraversa parte del territorio comunale di Castiglione della Pescaia, in Toscana.

## Storia
L'opera di ingegneria idraulica fu fortemente voluta e realizzata dai granduchi di Lorena che, nella seconda metà del XVIII secolo, mentre venivano portati avanti i lavori di bonifica dell'antico lago Prile, cercarono di risolvere un ultrasecolare problema di approvvigionamento idrico che interessava l'abitato di  Castiglione della Pescaia. La scarsità di acqua si accentuò notevolmente proprio in quel periodo, quando furono realizzate le saline Lorenesi non lontano dalla linea di costa ove sorge il forte delle Marze.
I lavori ebbero inizio nel 1768 sotto la direzione di Leonardo Ximenes e durarono per alcuni anni; tuttavia, pochi anni dopo l'ultimazione dei lavori, l'opera risultava già danneggiata in alcuni punti, a causa di alcuni tentativi di deviare le acque verso i campi nei quali veniva praticata l'agricoltura. I danni causati furono riparati con il ripristino dell'intero acquedotto nel 1788, grazie ad una serie di interventi che permisero il recupero dell'intera infrastruttura di ingegneria idraulica, consentendo l'approvvigionamento idrico fino al centro di Castiglione della Pescaia.
Nel 1816 la struttura fu di nuovo restaurata, su progetto di Antonio Capretti e Giacomo Passerini, e fu effettuata la sostituzione della tubatura, che consentì il funzionamento dell'acquedotto per tutto il XIX secolo. In seguito, l'opera fu gradualmente dismessa, a seguito della costruzione del più moderno acquedotto.

## Descrizione
L'acquedotto si presenta come un'opera di ingegneria idraulica, della quale si conservano alcuni tratti nell'area collinare compresa tra l'eremo di Malavalle e l'abitato di Castiglione della Pescaia, lungo il cosiddetto fosso dei Condotti, che scende da nord verso sud tra la Fonte del Fico e il centro abitato.
Originariamente lungo circa 7 chilometri e largo poco più di mezzo metro, l'acquedotto si conserva in modo discreto in vari tratti, con strutture murate che racchiudevano in passato l'originaria tubatura in terracotta, che venne poi sostituita nel 1816. L'opera di ingegneria idraulica si sviluppava a decorso rettilineo, con una serie di arcate contigue poggianti su pilastri; in vari punti l'opera risulta parzialmente occultata dalla vegetazione che caratterizza le pendici collinari.